# Anamidae
Famille
Les Anamidae sont une famille d'araignées mygalomorphes.

## Distribution
Les espèces de cette famille sont endémiques d'Australie.

## Paléontologie
Cette famille n'est pas connue à l'état fossile.

## Taxonomie
Cette famille rassemble 104 espèces dans dix genres.

## Liste des genres
Selon World Spider Catalog (version 21.5, 16/11/2020) :
- Aname L. Koch, 1873
- Chenistonia Hogg, 1901
- Hesperonatalius Castalanelli, Huey, Hillyer & Harvey, 2017
- Kwonkan Main, 1983
- Namea Raven, 1984
- Proshermacha Simon, 1908
- Swolnpes Main & Framenau, 2009
- Teyl Main, 1975
- Teyloides Main, 1985
- Troglodiplura Main, 1969

## Publication originale
- Simon, 1889 : « Arachnides. Voyage de M. E. Simon au Venezuela (décembre 1887-avril 1888). 4e Mémoire. » Annales de la Société Entomologique de France, sér. 6, vol. 9, p. 169-220 (texte intégral).